# Антим II Мелнишки
Антим (на гръцки: Άνθιμος) е гръцки духовник, митрополит на Вселенската патриаршия.

## Биография
Антим е роден в градчето Мудания край Бурса. Брат е на патриарх Калиник V Константинополски (1801 - 1806, 1808 - 1809).
Около 1787 година е ръкоположен за вукелски епископ и назначен за викарен епископ на Одринската епархия. Носи титлата до юли 1796 година. От юли 1796 до май 1820 година Антим е митрополит на Мелнишката епархия. При неговото управление учебните и общинските дела в града са във възход, като Антим, който има много добро образование, играе решаваща роля за развитието на гръцката култура. В края на XVIII век е основано първото гръцко училище от Трифонас Евангелидис. В 1813 година е приета първата Харта на Мелнишката гръцка община, останала в сила до 1860 година, подписана от митрополит Антим.
Умира в Мелник през май 1820 година.